# Oxydia granulosa
Oxydia granulosa là một loài bướm đêm trong họ Geometridae.